# Crossyt
Crossyt (krossyt) – minerał z gromady krzemianów, zaliczany do grupy amfiboli. Prawdopodobnie jest minerałem pośrednim pomiędzy glaukofanem a riebeckitem.
Nazwa pochodzi od nazwiska Charlesa Whitmana Crossa (1854–1949), geologa i podróżnika pochodzącego z USA.

## Charakterystyka

### Właściwości
Krystalizuje w układzie jednoskośnym. Tworzy kryształy o pokroju słupkowym, igiełkowym, listewkowym oraz włóknistym. Występuje w skupieniach zbitych, ziarnistych, włóknistych, promienistych. W cienkiej płytce wykazuje wybitny pleochroizm w odcieniach fioletowoszarych, niebieskich i bladożółtawych.

### Występowanie
Występuje w skałach metamorficznych ukształtowanych w warunkach niskich temperatur i ciśnień. Rzadki składnik niektórych bogatych w sód łupków krystalicznych. Współwystępuje w towarzystwie albitu, chlorytu, muskowitu, rutylu oraz epidotu.
Miejsca występowania:
- Na świecie: USA – Kalifornia (Berkeley – tu został znaleziony), Niemcy – Winterburg, Australia, RPA.

- W Polsce: został stwierdzony w północno-wschodniej części kraju.

### Zastosowanie
- interesuje naukowców,
- interesujący dla kolekcjonerów.